# Alimentazione durante la prima guerra mondiale in Italia
Con l'alimentazione durante la prima guerra mondiale in Italia ci si riferisce agli alimenti consumati, agli strumenti di cottura e di trasporto utilizzati durante la guerra dai soldati italiani. 
Il rifornimento alimentare fu inizialmente sottovalutato, in quanto si pensava che il conflitto fosse a breve durata. Con il passare del tempo si rivelò un problema a tal punto da incidere sulle stesse sorti della guerra.

## Il sistema di produzione
A causa della guerra l'Italia si ritrovò impegnata nello sfamare milioni di persone occupate al fronte ma anche facenti parte della popolazione civile. Per molti soldati poveri e provenienti dalla campagna il pasto fornito era di quantità superiore a quella che erano abituati a consumare in casa, dove la carne per loro era un alimento raro, anche se quantità non equivaleva a qualità.
I pasti venivano preparati nelle retrovie e venivano trasportati durante la notte nelle linee avanzate tramite casse di cottura, cucine mobili da campo in legno, su cui si riponevano marmitta e fornello bollenti, capaci di mantenere la temperatura interna fino a 60° per un'intera giornata. La cottura proseguiva durante il trasporto e tali cucine permettevano la confezione e il trasporto del rancio. Esse funzionavano a legna ed erano scomponibili. Il trasporto avveniva spesso a dorso di due muli o tramite addetti alla sussistenza mediante il trasporto in spalla. Portatrici furono spesso anche le donne, le cosiddette portatrici carniche, sul fronte italo-austriaco, nell’area definita Zona Carnia. Il cibo, pertanto, arrivava a destinazione spesso in ritardo o in pessime condizioni. 
Il sistema produttivo militare era costituito da 28 panifici, 12 mulini, 3 gallettifici, 2 stabilimenti per la produzione della carne e 27 magazzini per la distribuzione dei viveri. Il 1917 fu l’anno più difficile per l’Italia a causa di varie sconfitte della Marina mercantile nel Mediterraneo. Ciò portò infatti a scarsità di materie prime e a una crisi agricola, che comportarono la riduzione della razione viveri con conseguenti effetti negativi sui soldati.
| Consumi alimentari totali 1915-1918 |            |
| ----------------------------------- | ---------- |
| carne                               | 8505500 q  |
| pane                                | 17011000 q |
| patate                              | 5670000 q  |
| pasta e riso                        | 3402000 q  |
| legumi secchi                       | 5670000 q  |
| lardo                               | 340000 q   |
| sale                                | 450000 q   |
| zucchero                            | 450000 q   |
| scatolette di carne bovina          | n. 140000  |
| scatolette di carne suina           | n. 26000   |
| scatolette di carne mista           | n. 6000    |
| boccette di brodo concentrato       | n. 750000  |
| estratto di carne bovina            | n. 50000   |
| lingua                              | n. 210000  |

L‘alimentazione militare, detta vettovagliamento, ebbe una funzione logistica molto importante per il successo delle operazioni militari.
Esistevano due tipi di vettovagliamento: 
- in guarnigione, con servizio svolto dai soldati in condizioni normali con disponibilità di strutture e servizi.
- in campagna, con servizio svolto in condizioni particolari di impiego (esercitazioni, operazioni militari).

Il servizio in campagna richiese un particolare sistema di trasporto che consentì di poter superare ostacoli condizionanti come asperità del terreno, scarsità di risorse locali e minacce nemiche. 
La razione era l’unità di base del vettovagliamento.

### La razione di viveri ordinaria
La razione di viveri ordinaria era composta da tutti quegli alimenti necessari al soldato in condizioni normali di impiego. I generi di conforto erano fondamentalmente caffè tostato, zucchero semolato e cioccolato fondente, dati in speciali condizioni o in situazioni di maggior utilizzo di energie. Nei primi mesi di guerra gli italiani avevano un pasto abbondante e qualitativamente soddisfacente rispetto agli austro-ungarici. La razione di viveri era di circa 4082 calorie.
La razione giornaliera di un soldato prevedeva: 
- 750 g di pane
- 375 g di carne fresca o conservata
- 100 g di pasta o riso
- 350 g di patate
- 15 g di caffè tostato
- 20 g di zucchero
- un quarto di vino
- vari condimenti
- cioccolata

Nel 1916 si registrò un calo di razioni, soprattutto di carne, sostituita in parte con formaggio e legumi e inoltre il cibo fresco fu sostituito da quello conservato. Vennero ridotte anche le razioni di pane, caffè e zucchero. Le linee di comunicazione scadenti furono la causa di tale diminuzione di razioni. Pasta e riso, trasportati tramite marmitte termiche, arrivavano a destinazione in blocchi collosi mentre in montagna in blocchi congelati. Per risolvere tale problema si iniziarono ad usare i fornelli Weiss, fornelli rotabili a produzione continua a traino animale che cucinavano 1200 razioni al giorno, e lo “Scaldarancio”, una camera di combustione alimentata da carta, cera, alcol solidificato o grasso di bue che scaldava una vaschetta dove si versava il cibo. La razione fu diminuita a 3850 calorie.
Nel 1917 a seguito della disfatta di Caporetto si arrivò a 3067 calorie. Nel 1918 l’arrivo delle provviste alleate e statunitensi fece rialzare le calorie a 3560 calorie rispetto alle 3400 dei francesi, e alle 4400 degli inglesi, mentre gli austriaci soffrivano una vera e propria carestia. Nelle provviste iniziarono ad esserci anche alcolici, proibiti inizialmente ma successivamente riabilitati in quanto vennero ritenuti ottimi strumenti per infondere coraggio prima di una battaglia. Molti alimenti ancora scarseggiavano e vennero sostituiti da altri come fondi di caffè e bevande calde ottenute da fichi, carrube, legumi, ghiande, orzo e cicoria.

### Razioni di viveri speciali
La razione di viveri speciali prevedeva un menù giornaliero costituito da tre pasti. Essa veniva fornita ai soldati che dovevano affrontare particolari situazioni in cui non era possibile usufruire del normale pasto. La più nota razione era la razione viveri a secco di riserva, composta da scatoletta e galletta, generi di lunga conservazione.
Inoltre le truppe di montagna avevano diritto anche ad una razione supplementare di latte condensato, pancetta e frutta secca.
La razione di viveri di riserva era molto importante: custodita nel tascapane, poteva essere consumata solo su ordine dei comandanti quando le circostanze non consentivano di consumare il pasto caldo. Una volta consumata doveva essere reintegrata. Esistevano degli stabilimenti che si occupavano della produzione di questi generi. 

#### La galletta
Il pane spesso arrivava a destinazione duro e quasi immangiabile. Così si ricorreva alla galletta, uno speciale biscotto non lievitato a lunga conservazione, adottato dalle Forze Armate in campagna in sostituzione di pane fresco. Tale biscotto doveva contenere i nutrienti del pane nel minore volume possibile; doveva inoltre poter essere conservato a lungo e trasportato per grandi distanze senza rompersi.
Formata da grano di buona qualità, fabbricata a macchina o a mano, di forma quadrata o tonda, da 200 o 100 g, la galletta veniva conservata in casse speciali, avvolte in carta di cellulosa che la proteggevano dall’umidità e dalla polvere, oltre che a facilitarne la distribuzione.

#### La scatoletta
La scatoletta era tenuta insieme alla galletta, prodotta con carne bovina o di tonno, confezionata in contenitori di forma cilindrica del peso di 220 g. Durante la guerra furono prodotte negli stabilimenti militari di Casaralta e Scanzano circa 173 milioni di scatolette mentre 62 milioni di scatolette furono confezionate dall’industria privata.
Inoltre fu utilizzata anche carne suina, utilizzata da sola o insieme alla carne bovina in modo da produrre scatolette più grasse e sostanziose.
A distanza di un secolo, non è raro trovare scatolette lungo i luoghi di combattimento.
In alcune sono ancora visibili marche e colori. Alcuni famosi marchi sono CIRIO, BERTOLLI, ma anche prodotti con nomi patriottici. 
Alla fine del conflitto erano rimaste molte scatolette di carne in scatola nei magazzini militari e perciò venne proibita la produzione fino ad esaurimento scorte. I prodotti in scatola furono distribuiti e acquistati dalle famiglie italiane entrando nelle loro abitudini alimentari.

## Il trasporto degli alimenti
Il trasporto si realizzava attraverso complessi mobili campali come cucine, forni, e frigoriferi rotabili, trainati meccanicamente. Successivamente ci fu una progressiva evoluzione nel campo della mobilità campali, passando da mobili carreggiati al concetto di rotabilità. 
I soldati erano soliti subire condizioni climatiche estreme, carichi pesanti e terreni rocciosi.
Il sostegno logistico fu molto oneroso a causa di tutti questi fattori. Un’importante organizzazione venne messa in atto per il rifornimento, confezionamento e distribuzione delle varie razioni giornaliere.

## Il rifornimento idrico
Il rifornimento idrico ebbe un ruolo essenziale. Il problema più grosso fu quello di assicurare acqua in quantità sufficiente entro zone di guerra spesso povere di risorse idriche. Il problema dell’acqua si manifestò sin da subito e venne risolto con l’acquisto di un gran numero di recipienti da parte dell’Intendenza trasportate a dorso di mulo fino alle prime linee. Questo metodo ebbe delle problematiche dal punto di vista igienico. Un’epidemia di colera nel 1915 colpì le truppe operanti sul Sabotino e l’acqua venne ritenuta la causa di tale epidemia. Fu così studiato e progettato un vero e proprio Ufficio idrico. Si provvedette alla meccanizzazione di impianti di captazione azionati da motori in grado di trasportare l’acqua fino alle prime

## La panificazione
Anche la panificazione ebbe un ruolo molto importante nell’alimentazione del soldato. Il pane veniva prodotto in forni fissi militari insieme a “mulini militari”. In caso di esercitazioni o operazioni militari si provvedeva all’utilizzo di strutture mobili come forni carreggiabili e forni rotabili. All’inizio della guerra c’era una buona rete di panifici fissi, la cui dislocazione geografica impediva tuttavia un’adeguata distribuzione nelle zone di operazione. Per questo i panifici si procurarono dei forni mobili e rotabili posti ad una giusta distanza dai reparti di prima linea. Massima attenzione fu data al personale, che doveva essere specializzato e istruito.

## La macellazione
La carne fu un alimento di massima importanza. Con la prima guerra mondiale nacquero i parchi buoi, cioè mandrie bovine presenti al seguito delle truppe per essere macellate in campagna da persone addette. I parchi buoi risultarono ben presto inadatti per le grandi armate e per il movimento in montagna. Essi inoltre erano costosi e di difficile gestione e rifornimento. Si ricorse quindi al consumo di carne congelata proveniente dalle Americhe e questo richiese che si provvedesse a frigoriferi, carri ferroviari e autocarri frigoriferi. Si stima che nel corso del conflitto furono macellati 2 709 765 bovini e 89 269 suini.

## La distribuzione del vitto
La distribuzione del rancio era un’operazione difficile e pericolosa. Di essa si occupavano piccoli nuclei di militari, detti corvé, tramite casse di cottura a dorso di mulo, slitte, piccoli carri trainati da cani o grazie alle portatrici, cioè le donne locali che con le loro gerle facevano arrivare i pasti ai soldati. I tiratori scelti nemici erano soliti fare fuoco contro gli addetti alla distribuzione del rancio nel loro cammino verso la trincea. Un esempio è proprio la portatrice Maria Plozner Mentil che fu colpita a morte da un cecchino nell'anno 1916.

## Il ruolo degli animali
Anche gli animali ebbero un ruolo importante durante la prima guerra mondiale, soprattutto cavalli, muli, asini e cani. I cavalli impiegati furono circa 10 milioni, utilizzati per il traino di carri e cannoni. I muli furono utilizzati per il trasporto di provviste e alimenti fino a 150 chili. Anche gli asini furono usati come bestie da soma o da tiro. I cani soprattutto di razza Molossa, venivano usati per fare la guardia al cibo, per piccoli trasporti e anche per il loro ottimo olfatto. Molto importante fu il numero di animali utilizzati per il trasporto del rancio, garantendo la regolarità dei rifornimenti delle truppe. Si può anche dire che la guerra fu vinta da chi aveva più animali da tiro, da soma e da macello.

## Gli strumenti del soldato

### La borraccia
La borraccia venne utilizzata per le bevande, soprattutto acqua ma a volte anche vino, specie prima degli assalti. Allo scoppio del conflitto, la borraccia in dotazione era la modello 1097, in legno di pioppo; simile a una botte, era formata da un unico elemento su cui si incastravano i due fondi e due cerchiature. Sigillata tramite tappo a vite, era dotata di un ulteriore tappo di chiusura sopra di esso; veniva trasportata tramite una cinghia in cuoio naturale per le unità di cavalleria o di un passante in canapa per il personale di fanteria. 
Fu sostituita nel 1917 da un modello più pratico di forma rettangolare in lamiera stampata e stagnata, ricoperta di panno grigioverde, in due varianti: una a collo basso ed una, più rara, a collo alto con perni di tenuta del passante di canapa, saldato direttamente al corpo della borraccia. Ne esisteva anche una versione tonda.

### Lo zaino
Lo zaino utilizzato era il modello 1907 per armi a piedi. Era in tela impermeabile grigia, con cuoiame grigio-verde e metalleria brunita. Era formato da un involucro principale, una tasca esterna, due tasche laterali esterne, bretelle di tela e cinghie di cuoio. Ad esso si potevano appendere il tascapane, il telo tenda e i picchetti. All’interno vi erano numerosi scomparti. Nella parte principale venivano posti la biancheria e il pane divisi da una copertina. Nella tasca esterna erano poste le scarpe da riposo, la scatola per il grasso o la spazzola, la borsa di pulizia con dentro il sacchetto del sale e gli accessori per il fucile. Le tasche laterali contenevano entrambe una scatoletta di carne. 

### Il tascapane
Il tascapane utilizzato fu il modello 1907, in tela impermeabile grigia con due fiancate. Sul coperchio erano poste due linguette grigie per la chiusura e due passanti di cuoio per agganciare reggibidone o reggilanterne. Sulla parte anteriore vi erano due passanti di cuoio per l'aggancio della borraccia. Il tascapane si poteva portare sia a tracolla che appeso allo zaino tramite ganci. Esso conteneva il pane, le gallette e a volte anche bombe a mano. Fu oggetto di molti studi in modo da ridurre al minimo l’ingombro e il peso.

### La gavetta o gamella
I soldati personalizzavano la gavetta scrivendo con un chiodo il proprio nome, il reparto e la specialità, o il nome di una persona cara. La gavetta era uno degli oggetti più indispensabili per ricevere il rancio sia in battaglia che nelle retrovie.

## L'alimentazione durante la guerra in mare
La vita a bordo delle unità navali richiedeva una logistica alimentare particolare. La scelta degli alimenti a bordo era limitata a causa delle difficoltà di conservazione. Il decreto ministeriale prevedeva che dovevano essere consumati piatti di carne per ogni pasto tranne per il venerdì, pari a 100 g a testa.
Per la mancanza di macchinari di congelazione venivano imbarcate a bordo bestie vive che successivamente venivano macellate e venivano definite "carne in piedi".
Venivano imbarcati buoi e polli vivi per l'equipaggio e per gli ufficiali. 
I pasti venivano consumati su tavoli e panche, ma anche per terra o sul ponte di batteria per la socializzazione. Le navi in porto venivano spesso affiancate da venditrici di generi alimentari.

## Il ruolo delle donne
Con lo scoppio della guerra gli uomini erano quasi tutti al fronte e furono centinaia di migliaia le donne ad occuparsi del raccolto del grano. Donne abituate alle mansioni di casa e ad accudire i figli, dovevano per la prima volta utilizzare macchine agricole e svolgere un duro lavoro che era stato sempre a carico dei soli uomini.
Le donne furono delle grandi lavoratrici sotto questo aspetto. Fu un momento fondamentale per la storia sociale della donna, si occuparono del grano e del nutrimento dell’intero paese. Da quel momento il ruolo della donna cambiò, divenendo membro attivo dell’economia e della società della Nazione.
Insomma le donne svolsero svariati altri ruoli quali operaie nelle fabbriche, infermiere negli ospedali e cuoche per i bisognosi.

## L'alimentazione dei prigionieri di guerra
I prigionieri italiani nei campi di raccolta dell'Austria-Ungheria (colpita dalla carestia) avevano diritto ad un rancio scarso e di pessima qualità. La razione giornaliera era molto misera: caffè d’orzo, minestra con acqua, bucce di patate e pezzi di cavolo marcito e poco pane di segale. Per un totale di 1000 calorie al giorno, quando il minimo indispensabile, per sopravvivere in luoghi freddi, era di 3000 calorie. 
Ciò fu compensato da pacchi di viveri inviati da parte delle famiglie dei prigionieri e da organizzazioni interne come la Croce Rossa.
A causa della scarsa qualità e quantità dei pasti offerti ai prigionieri, 100.000 italiani su 600.000 morirono per debolezza e malattie durante la prigionia.

## Le conseguenze
Prima della guerra l'Italia era divisa in due diversi stili di alimentazione: al settentrione si faceva abbondate uso di polenta di mais, riso, latte e burro, mentre la pasta, il pomodoro e l'olio d'oliva erano prodotti caratteristici dei meridionali. Con l'avvento della guerra il mescolamento di italiani provenienti da varie regioni produsse uno scambio di ricette locali. Si ebbe un’unificazione gastronomica dell’Italia e ciò determinò la nascita della cucina italiana.
Il concentrato di pomodoro, le scatolette di sardine, carne, legumi non erano più alimenti di emergenza per i combattenti ed esploratori. Con la guerra la pasta è diventata un alimento fondamentale per gli italiani, ma non solo, anche olio, conserve, biscotti e vino. Alcune aziende ebbero un’enorme crescita economica durante e successivamente al conflitto, si sviluppò così anche l’industria pastaria e conserviera.